# Ятманкино
Ятма́нкино (чув. Ятман) — деревня    в Моргаушском районе Чувашской Республики Российской Федерации. Входит в состав Сятракасинского сельского поселения.

## География
Деревня находится в северной части Чувашии, в пределах Чувашского плато, в зоне хвойно-широколиственных лесов, при автодороге 97К-005.
Осевая улица — Центральная, включающая в себя отрезок региональной автодороги.

## Уличная сеть
В деревне пять улиц:
- Центральная;
- Мокрая;
- Школьная;
- Нагорная;
- Мира.

### Климат
Климат характеризуется как умеренно континентальный, с продолжительной морозной зимой и тёплым летом. Среднегодовая температура воздуха — 2,3 °С. Средняя температура воздуха самого тёплого месяца (июля) — 18,6 °C (абсолютный максимум — 38 °C); самого холодного (января) — −13 °C (абсолютный минимум — −44 °C). Безморозный период длится около 148 дней. Среднее количество атмосферных осадков, выпадающих в вегетационный период, составляет 326 мм

## Население
| 2010 | 2012 |
| ---- | ---- |
| 320  | ↗346 |

## Известные люди
- Заслуженный работник сельского хозяйства Чувашской Республики А. К. Иванов.
- Заслуженный механизатор Чувашской Республики М. Н. Грачёв.
- Заслуженный учитель Чувашской Республики В. И. Григорьев.

## Инфраструктура
Личное подсобное хозяйство с зоной сельскохозяйственного использования, индивидуальная застройка усадебного типа.
- Ятманкинский фельдшерско-акушерский пункт
- Ятманкинский сельский клуб

## Транспорт
Деревня доступна автотранспортом.